# Trichosetodes atidhanin
Trichosetodes atidhanin är en nattsländeart som beskrevs av Schmid 1987. Trichosetodes atidhanin ingår i släktet Trichosetodes och familjen långhornssländor. Inga underarter finns listade i Catalogue of Life.